# A Twist in the Myth
A Twist in the Myth är Blind Guardians åttonde album och släpptes 2006.

## Låtlista
1. "This Will Never End" - 5:07
2. "Otherland" - 5:14
3. "Turn the Page" - 4:16
4. "Fly" - 5:43
5. "Carry the Blessed Home" - 4:03
6. "Another Stranger Me" - 4:36
7. "Straight Through the Mirror" - 5:48
8. "Lionheart" - 4:15
9. "Skalds and Shadows" - 3:13
10. "The Edge" - 4:27
11. "The New Order" - 4:49
12. "Dead Sound of Misery" - 5:18 (bonus)
13. "All the King's Horses" - 4:14 (bonus, Japan)